# Władysław Sikorski
Władysław Eugeniusz Sikorski (1881-1943) foi um militar e político polonês. Exerceu o cargo de primeiro-ministro de seu país entre dezembro de 1922 e maio de 1923. Foi também primeiro-ministro do governo polonês no exílio, após a invasão e partilha da Polônia durante a Segunda Guerra Mundial, exercendo o cargo de 30 de setembro de 1939 até sua morte em 4 de julho de 1943.

## Biografia
Nasceu no sul do Polônia, na cidade de Tuszów Narodowy, que na sua época era parte do Império Austro-Húngaro, numa das três partições da Polônia. Após a Primeira Guerra Mundial, se converteu em fundador e membro de diversas organizações clandestinas que promoviam a causa da independência da Polônia. Lutou com distinção nas legiões polonesas durante a Primeira Guerra Mundial, depois no recém-criada Exército Polonês durante a Guerra Polaco-Soviética (entre 1919 e 1921). Nesta guerra jogou um importante papel na decisiva Batalha de Varsóvia, quando as forças soviéticas, esperando uma fácil vitória final, foram surpreendidas e paralisadas pelo contra-ataque polaco.
Nos primeiros anos da Segunda República Polonesa, Sikorski ostentou diversos postos de governo, incluindo o de Primeiro-ministro (de 1922 a 1923) e ministro da defesa (de 1923 a 1924). Após Golpe de Maio de Józef Piłsudski em 1926 e a instalação do governo Sanacja, perdeu a confiança das autoridades polacas. Durante 1939 permaneceu na oposição ao regime e escreveu vários livros sobre a arte da guerra e sobre as relações exteriores da Polônia.
Durante a Segunda Guerra Mundial se converteu em primeiro-ministro do Governo da Polônia no exílio, Comandante-em-Chefe das forças armadas polonesas e num defensor incondicional da causa polaca na cena diplomática. Ajudou o restabelecimento das relações diplomáticas entre Polônia e União Soviética, que haviam sido abaladas após o Pacto Ribbentrop-Molotov e a invasão da Polônia em 1939. Entretanto, em abril de 1943, o ditador soviético Josef Stalin rompeu as relações soviético-polacas após a petição de Sikorski de que a Cruz Vermelha Internacional investigasse o massacre de Katyn. Em julho de 1943, Sikorski morreu em um acidente aéreo imediatamente depois de decolar de Gibraltar.
As circunstâncias exatas de sua morte ainda permanecem em discussão, e têm avivado teorias de conspiração.